# Одудько Тимофій Романович
Тимофій (Тиміш) Романович Одудько (24 вересня 1912, село Хоровець Острозький повіт Волинська губернія, тепер Шепетівського району Хмельницької області — 25 липня 1982, місто Львів) — український радянський поет, журналіст, відповідальний редактор Львівської обласної газети «Львовская правда». Депутат Львівської обласної ради.

## Біографія
Народився в бідній селянській родині у селі Хоровець Острозького повіту Волинської губернії (тепер Шепетівського району Хмельницької області). Після закінчення сільської семирічної школи навчався в Шепетівському педагогічному технікумі, який закінчив у 1930 році. Трудову діяльність розпочав у 1930 році в редакції шепетівської газети «Шлях Жовтня».
У 1934—1936 роках — у Червоній армії. Після демобілізації працював у редакціях вінницьких газет «Молодий більшовик» та «Вінницька правда».
У 1939 році закінчив Вінницький педагогічний інститут імені Миколи Островського.
Член ВКП(б) з 1940 року.
У червні 1941—1945 року — у лавах Червоній армії. Учасник німецько-радянської війни. Служив кулеметником, з вересня 1941 року — кореспондент газети Південного фронту «Во славу Родины», редактор 2-го відділу «Воениздату» Народного комісаріату оборони СРСР.
У березні 1942 — червні 1943 року — редактор газети «Красный стрелок» 422-ї стрілецької дивізії 62-ї та 64-ї армій Сталінградського фронту. З червня 1943 року — заступник редактора, редактор фронтової україномовної газети «За честь Батьківщини» Воронезького, а потім — 1-го Українського фронтів.
У вересні (затв.) 1947 — лютому 1956 року — відповідальний редактор Львівської обласної газети «Львовская правда».
З 1956 року — головний редактор (директор) Львівського книжково-журнального видавництва «Каменяр».
З 1960-х до 23 квітня 1976 року — начальник Львівського обласного управління у справах видавництв, поліграфії і книжкової торгівлі.
З квітня 1976 року — пенсіонер республіканського значення.
Обирався головою правління Львівської обласної організації Товариства книголюбів. Член Спілки письменників СРСР з 1945 року. Був членом правління Львівської обласної організації Спілки радянських письменників України.
Автор пісень «Наступає туча темна», «Зашуміла калинонька», «Зловіщії тучі нависли над краєм» (1943); нарису «Вогні над оновленим краєм» (1950). Окремими виданнями вийшли збірки поезій: «Зоря над землею» (1950), «Рідна сторона» (1953), «Співанки» (1958), «Для маленьких друзів» (1959), «Щасливий вік» (1960), «Шумлять діброви» (1962), «Зелений гомін» (1964), «Львівська зоря» (1965), «Заграви» (1968), «Колір боротьби» (1978). 
Помер 25 липня 1982 року у Львові. Похований на Личаківському цвинтарі (поле № 13).

## Звання
- старший політрук;
- капітан інтендантської служби;
- гвардії майор;
- гвардії підполковник.

## Нагороди
- орден Трудового Червоного Прапора;
- орден Червоного Прапора (6.04.1945);
- орден Вітчизняної війни 2-го ступеня (4.10.1943);
- орден Вітчизняної війни 1-го ступеня (25.08.1944);
- орден Червоної Зірки (6.11.1942);
- медаль «За бойові заслуги» (15.10.1942);
- медаль «За оборону Сталінграда»;
- медалі;
- Почесна грамота Президії Верховної Ради Української РСР;
- Грамота Президії Верховної Ради Української РСР (4.05.1962);
- заслужений працівник культури Української РСР.